# Екскалібур

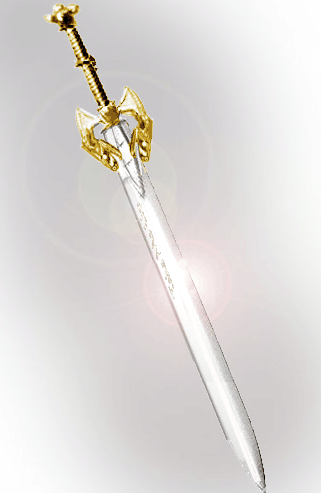
Легендарний Екскалібур — меч короля Артура в уявленні Бріттона Лароша.

Екскалібур (англ. Excalibur) — легендарний меч короля Артура, що інколи асоціюється з магією і є символом суверенності Великої Британії. Екскалібур і Меч в Камені часто пов'язують як зброю одного типу під двома назвами. Проте в більшості версіях стверджується, що йдеться про різні види мечів. Найчастіше Екскалібур асоціюють з легендою про короля Артура, що має давню історію й корені. В Уельсі меч має назву «Caledfwlch» Каледвульх.

## Етимологія назви
Назва «Екскалібур», мабуть, бере свій початок з валійського Caledfwlch, що складається з елементів Caled («битва», «тяжкий») і bwlch (порушення, розрив, вирізка).

## Екскалібур і Меч в Камені
В артуріанській легенді пояснюються відмінності Екскалібура і Меча в Камені. В «Мерліні» Роберта де Борона Артур займає трон, витягнувши меч із каменя. Цю дію не може виконати ніхто, крім «справжнього короля». Багато хто вважає, що цей самий меч і є знаменитий Екскалібур. Ідентичність цього підтверджується в пізнішому «Продовженні Вульгати Мерліна», частині циклу «Грааль Ланселота».
Проте в «Продовженні Вульгати Мерліна» зазначається, що Екскалібур Артуру подарувала Володарка Озера (Леді Озера) саме на початку його правління: вона назвала меч «Екскалібур, що вирізає сталь». В «Vulgate Mort Artu» Артур наказав Гірфлету кинути меч в озеро (таким чином, повернувши його на місце). Після двох невдалих спроб лицар нарешті виконав наказ: таємнича рука зловила Екскалібур і занурилась у воду.